# Григорий III Гика
Григорий III Гика (молд. Григоре III Гика; ? — 1777) — дважды господарь Молдавского княжества с 18 марта 1764 по 23 января 1767 и с 28 сентября 1774 по 10 октября 1777 года, а также господарь Валахии с 28 октября 1768 по 5 ноября 1769 года.

## Биография
Григорий III Гика был сыном драгомана Александра Гики и племянником Григория II Гики.
Как правитель проявил себя врагом Австрии и союзником Российской империи. Во внутренней политике улучшил сбор налогов, основал суконную фабрику, начал реформу образования и в общем добился относительного благосостояния Молдавского княжества.
В 1767 году был замещён на троне Григорием Каллимаки, в следующем году стал господарём Валахии и после захвата Дунайских княжеств Российской империей был пленён корпусом генерал-поручика Х. Ф. Штофельна 21 ноября 1769 года в Галаце и отправлен в Россию в качестве заложника. После заключения Кючук-Кайнарджийского мирного договора Григорий III Гика вновь вступил на престол Молдавского княжества. По просьбе австрийской императрицы Марии Терезии, желавшей установить удобное сообщение между доставшейся ей провинцией Галицией и Трансильванией, Турция передала Австрии часть молдавских земель — Буковину, несмотря на протест молдавского господаря и бояр.
Историк Манолаке Дрэгич писал:

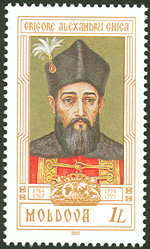
Почтовая марка Молдовы, 2001 год

В этих обстоятельствах Григорий Гика при вступлении на трон Молдовы, отрезанной с одной стороны немцами (…), выразил протест Порте против этого злоупотребления, изложив права страны и обвинив турецкое правительство, которое не имело права самовольно отнимать землю у Молдовы, как страны, которая покорилась на условиях (и только), что её будут защищать от чужого господства, а не делаить её соседям по своей воле. Этот протест, хотя и не был принят во внимание на конференциях последующих двух лет (…), но излагал права страны (…), неотъемлемое право всегда возражать против этого угнетения…

В результате австрийских интриг и доносов, Григорий III Гика был убит агентами Османской империи. Он похоронен в церкви Святого Спиридона в Яссах.

## В культуре
Григорий III известен как главные персонаж пьесы «Occisio Gregorii in Moldavia Vodae tragice expressa».

Сюжет романа И. П. Друцэ «Белая церковь» (1975—1981) начинается с рассказа об отправке султаном в Яссы своего палача Кровавого Махмуда по прозвищу Слезливый Орёл для того для казни господаря Григория Гику за высказываем им недовольства против передачи Австрии Османской империей Буковины, входившей в состав Молдавского княжества. Казнь господаря, по сюжету книги, стала одной из причин русско-турецкой войны. Писатель дал такое описание Григорию III:
«Лицо у господаря было крупное, одутловатое, сплошь покрытое полусвалявшейся щетиной. Правя Дунайскими господарствами в третьем или даже в четвёртом поколении, эти Гики настолько усвоили искусство дипломатии, чо западные консулы, аккредитованные в Яссах, называли их сфинксами. И в самом деле, подумал господин Зарзарян, ну совершенное каменное изваяние у гробницы фараона». 
В 2001 году в Молдове была выпущена почтовая марка в честь господаря Григория III.